# Saracen (moneta)

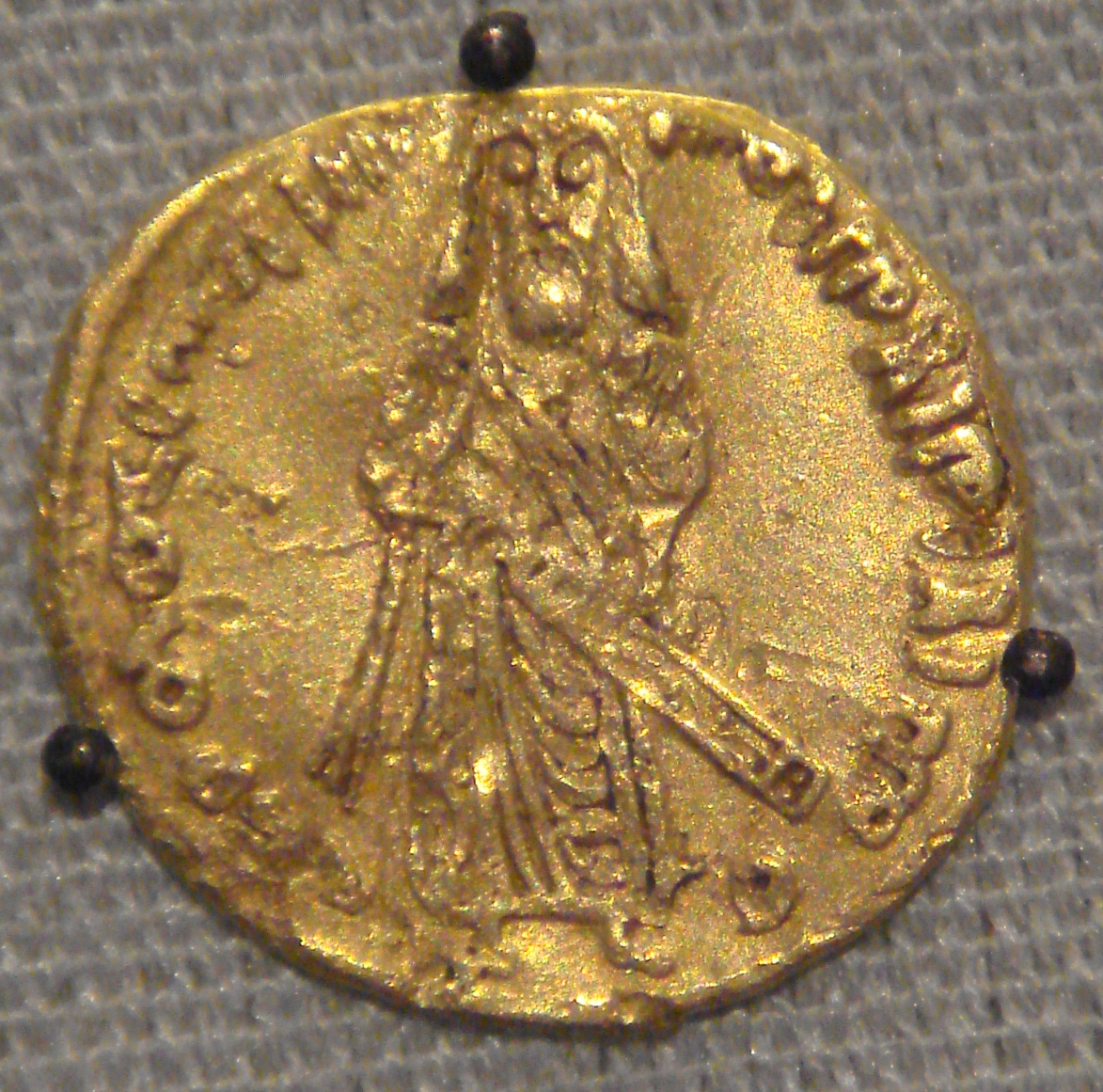
Saracenowy dinar kalifa Al-Malika, imitujący monetę bizantyjską (kon. VII w.)

Saracen, saracenat (łac. saracenatus, wł. sarrazzino) – stosowane w średniowiecznej Europie określenie arabskich monet złotych (dinarów), naśladujących bizantyjskiego solida. Poza tym odnoszono je do złotych monet, wypuszczanych w bliskowschodnich państwach krzyżowców, z wyróżniającym je wizerunkiem krzyża (tzw. besanti staurati).
Nazwa ta również odnosiła się do XIV-wiecznego węgierskiego srebrnego denara z podobizną głowy „Saracena”, bitego przez Ludwika Wielkiego.